# Cykling vid olympiska sommarspelen 1956
Cykling under olympiska sommarspelen 1956 i Melbourne innehöll två discipliner: landsvägscykling och bancykling. Endast herrar tävlade. 

## Resultat
Sex olika grenar arrangerades och avgjordes i landsvägscykling och bancykling.

### Medaljtabell
| Pl.    | Nation                 | Guld | Silver | Brons | Totalt |
| ------ | ---------------------- | ---- | ------ | ----- | ------ |
| 1      | Italien                | 3    | 1      | 1     | 5      |
| 2      | Frankrike              | 2    | 2      | 0     | 4      |
| 3      | Australien             | 1    | 0      | 1     | 2      |
| 4      | Tjeckoslovakien        | 0    | 2      | 0     | 2      |
| 5      | Storbritannien         | 0    | 1      | 2     | 3      |
| 6      | Tysklands förenade lag | 0    | 0      | 1     | 1      |
| 6      | Sydafrika              | 0    | 0      | 1     | 1      |
| Totalt | Totalt                 | 6    | 6      | 6     | 18     |

## Medaljörer

### Landsvägscykling
| Event                              | Guld                                                       | Silver                                                     | Brons                                                                  |
| Herrarnas linjelopp Detaljer...    | Ercole Baldini Italien                                     | Arnaud Geyre Frankrike                                     | Alan Jackson Storbritannien                                            |
| Herrarnas laglinjelopp Detaljer... | Frankrike Arnaud Geyre Maurice Moucheraud Michel Vermeulin | Storbritannien Arthur Brittain William Holmes Alan Jackson | Tysklands förenade lag Reinhold Pommer Gustav-Adolf Schur Horst Tüller |

### Bancykling
| Event                                | Guld                                                                          | Silver                                                                   | Brons                                                               |
| Herrarnas lagförföljelse Detaljer... | Italien Valentino Gasparella Antonio Domenicali Leandro Faggin Franco Gandini | Frankrike Michel Vermeulin René Bianchi Jean Graczyk Jean-Claude Lecante | Storbritannien Tom Simpson Donald Burgess Mike Gambrill John Geddes |
| Herrarnas sprint Detaljer...         | Michel Rousseau Frankrike                                                     | Guglielmo Pesenti Italien                                                | Dick Ploog Australien                                               |
| Herrarnas tandem Detaljer...         | Australien Joey Browne Anthony Marchant                                       | Tjeckoslovakien Ladislav Fouček Václav Machek                            | Italien Giuseppe Ogna Cesare Pinarello                              |
| Herrarnas tempolopp Detaljer...      | Leandro Faggin Italien                                                        | Ladislav Fouček Tjeckoslovakien                                          | Alfred Swift Sydafrika                                              |